# El Mercer de Toralles
El Mercer de Toralles és una obra del municipi de Montagut i Oix (Garrotxa) inclosa en l'Inventari del Patrimoni Arquitectònic de Catalunya.

## Descripció
El Mercer és l'edifici civil més important del poble de Toralles. Està situat en posició dominant sobre la vall de Castellar de la Muntanya i controla tots els camins d'accés al poble. Es troba al cantó mateix de l'església de Sant Martí.
És una construcció aixecada damunt un desnivell, fet que provoca l'existència de diverses portes que menen directament a qualsevol dels pisos. És de planta irregular, producte de la incorporació de diversos cossos, bastits en èpoques diferents. Els teulats són a diversos nivells, alternant els de dues aigües amb els d'un sol vessant. Les obertures, distribuïdes sense cap simetria, són molt senzilles i estan formades per llindes de fusta. Els murs són de pedra del país poc treballada, llevat dels carreus ben escairats que formen els nombrosos angles. El Mercer ha estat objecte d'una acurada restauració realitzada a principis dels anys 80.

## Història
No ha arribat fins a nosaltres documentació referent a aquesta important masia. Ramon Sala i Narcís Puigdevall creuen, basant-se en un document del segle xii, que esmenta "… apud castrum de Toraies, sive in ipsa sacraris…", que el famós castell de Toralles "podria molt bé ser el Mercer, el qual per la seva proximitat a l'església de Sant Martí no trobem cap inconvenient a incloure dins la sagrera del temple".